# Navíd Akhavan

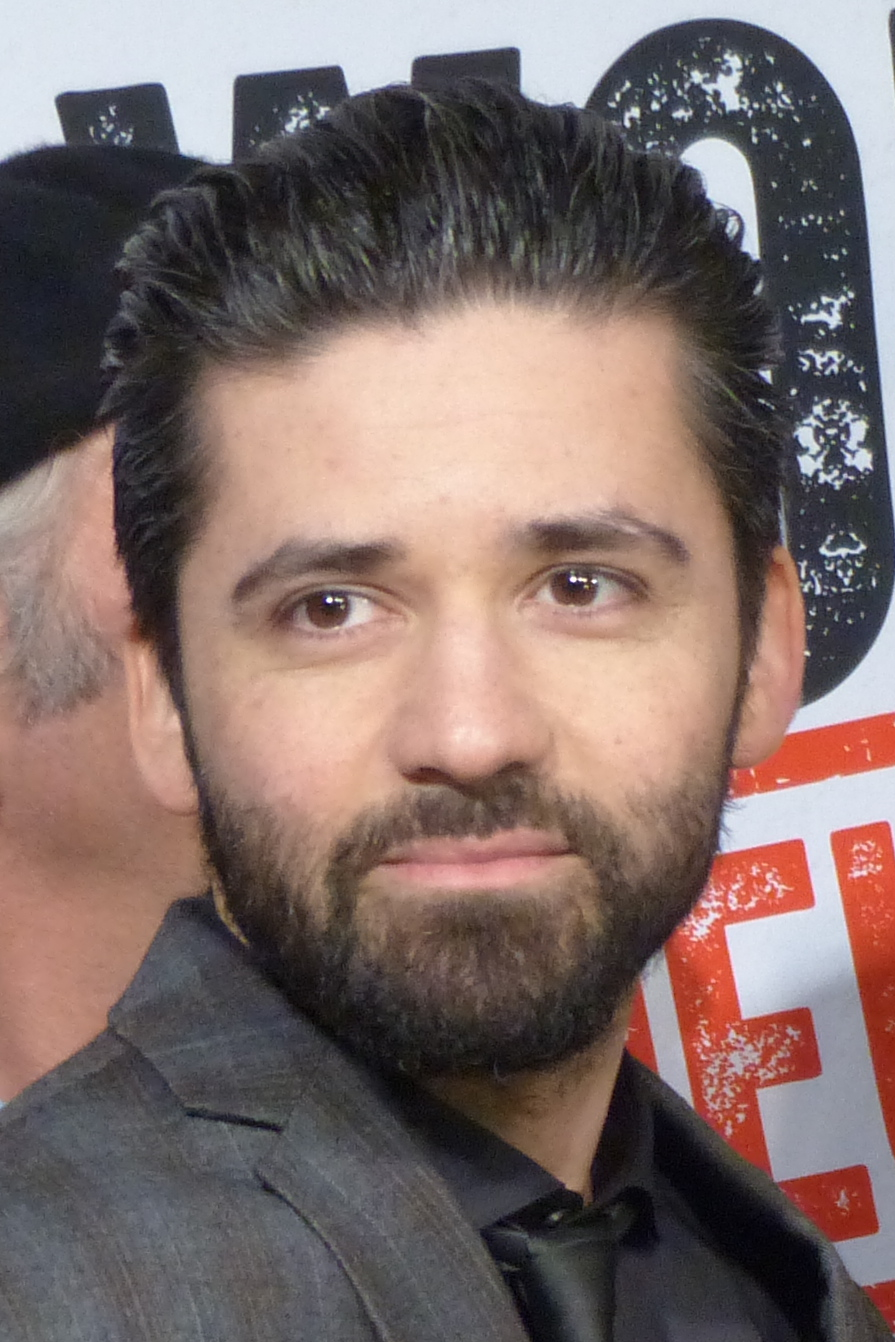
Navíd Akhavan, 2015

Navid Akhavan (persisch نوید اخوان anhörenⓘ; auch Navid Navid; * 9. Juni 1980 in Teheran) ist ein deutsch-iranischer Schauspieler und Regisseur.

## Biografie
Wegen des Iran-Irak-Krieges floh die Familie mit dem damals vierjährigen Navid aus der Heimat. Sie lebten einige Monate in den USA, doch emigrierten sie 1985 nach Deutschland.
Navid wuchs dreisprachig auf (Englisch, Persisch, Deutsch) und lernte durch seinen Vater, einen Konzertveranstalter, sehr früh Bühne und Publikum kennen. Mit acht Jahren begann er auf der Bühne zu tanzen, trat zwischen seinem achten und sechzehnten Lebensjahr dutzende Male im Vorprogramm bei verschiedenen Konzerten auf. Nach seiner Ausbildung an der Kölner Schauspielschule Zentrum für Bewegung, Schauspiel und Tanz von 1999 bis 2002 folgten bald Engagements für Theater, Film und Fernsehproduktionen. Er agierte sowohl in der Rolle der Lady Macbeth in Shakespeares Macbeth, als auch als Romeo in Romeo und Julia am Altonaer Theater in Hamburg.
Seine erste Hauptrolle in Elmar Fischers Fremder Freund brachte ihm 2003 eine Nominierung für den Förderpreis Deutscher Film in der Kategorie Bester Hauptdarsteller auf dem Filmfest in München ein. Der Film gewann im selben Jahr den First Steps Award, den Digital Visions Award und den Filmz Mainz Publikumspreis.
Weitere Hauptrollen spielte er u. a. in den Komödien Salami Aleikum und 45 Minuten Bis Ramallah (Regie: Ali Samadi Ahadi) und dem Drama Ein Augenblick Freiheit (Regie: Arash T. Riahi), welches mehr als 30 Preise auf internationalen Filmfestivals gewann und der Beitrag Österreichs war für den Auslands-Oscar 2009 nominiert. Im Laufe seiner Karriere drehte er Filme auf Deutsch, Englisch und Farsi. In der Hollywood-Produktion Septembers of Shiraz ist er an der Seite von Adrien Brody und Salma Hayek auf Netflix zu sehen.
Von 2005 bis 2010 produzierte Navid mit seinem Bruder Omid persische Popmusik als Navid & Omid. Sie haben in der Zeit zwei Alben (Faryad & Kolli Sefaresh) und mehrere Musikvideos veröffentlicht.
Seit 2005 arbeitet Navid auch als Regisseur und hat an internationalen Filmfestivals Preise für die Musikvideos  November’s Fall und Habs gewonnen, die er für Ebi gedreht hat. Das Musikvideo Behesht, dass er 2014 unter dem Motto „Freedom to love for all“ für Googoosh gedreht hat, sorgte für internationales Aufsehen, da es das erste Mal war, dass in einem iranischen Musikvideo eine homosexuelle Liebesgeschichte im Mittelpunkt stand. Dieser Tabubruch rief internationale Presseberichte hervor u. a. von der Los Angeles Times, The Guardian, Die Welt, The World, De Volkskrant, The Times of Israel, Daily Mail, Huffpost, Euronews.
In seinen drehfreien Phasen arbeitet Navid als Gastdozent an der SAE Berlin und unterrichtet die Studenten in den Fächern Musikvideo Produktion, Schauspielführung und Regie.
2020 nahm er für Audible Dalia Sofers Roman Man of My Time auf.

## Filmografie (Auswahl)
- 2001: Anam
- 2001: Happy Halloween
- 2002: Drei Frauen, ein Plan und die ganz große Kohle
- 2003: SK Kölsch
- 2003: Fremder Freund
- 2003: Wolffs Revier
- 2004: SOKO Köln
- 2005: Playa del futuro
- 2005: Fremde Haut
- 2005: König von Kreuzberg
- 2006: SOKO Kitzbühel
- 2007: Großstadtrevier (Episode Rufmord)
- 2008: In letzter Sekunde
- 2008: Ein Augenblick Freiheit
- 2009: Women Without Men – Zanan-e Bedun-e Mardan
- 2009: Salami Aleikum
- 2010: Der Kriminalist – Schuld und Sühne
- 2012: Mordkommission Istanbul: Blutsbande
- 2012: Tatort: Ein neues Leben
- 2012: Pastewka (Episode Die Lesung)
- 2013: 45 Minuten bis Ramallah
- 2013: 300 Worte Deutsch
- 2014: Die Mamba
- 2015: Septembers of Shiraz
- 2017: Ferien vom Leben
- 2018: Alarm für Cobra 11 – Die Autobahnpolizei (Episode Hooray for Bollywood)
- 2018: Tatort: Borowski und das Haus der Geister
- 2019: Die Spezialisten – Im Namen der Opfer
- 2020: Professor T.
- 2020: Trespassers
- 2021: Nachtschicht
- 2024: Eigentlich sollten wir (Fernsehfilm)

## Preise und Auszeichnungen
- 1. Preis der National Dance Competitions (insgesamt fünfmal)
- Nominierung als Bester Hauptdarsteller beim Förderpreis Deutscher Film
- Publikumspreis an der UMFF[12] in 2014 für das Musik-Video Habs
- 2012 Grimme Preis Nominierung für Salami Aleikum
- 2009 „Preis des Saarländischen Ministerpräsidenten“ Max Ophüls Filmfestival für „Ein Augenblick Freiheit“